# 阿薩夫約山
13°05′53″N 41°35′56″E / 13.098°N 41.599°E

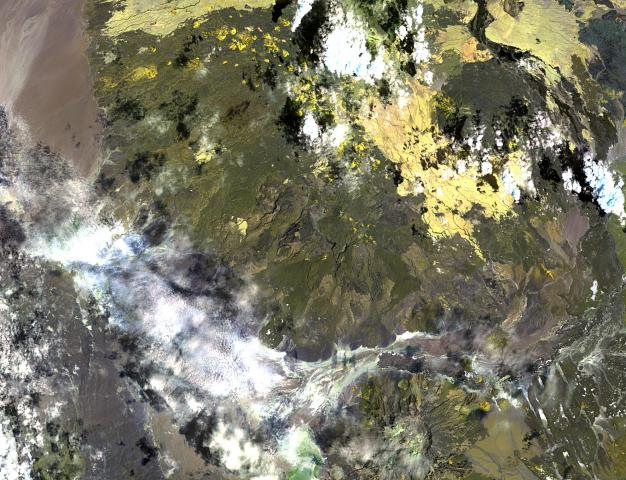
阿薩夫約山

阿薩夫約山是埃塞俄比亞的火山，處於納布羅火山西南面約20公里，屬於複式火山，海拔高度1,324米，山體在全新世時期形成，火山口寬12公里。